# Аркозы

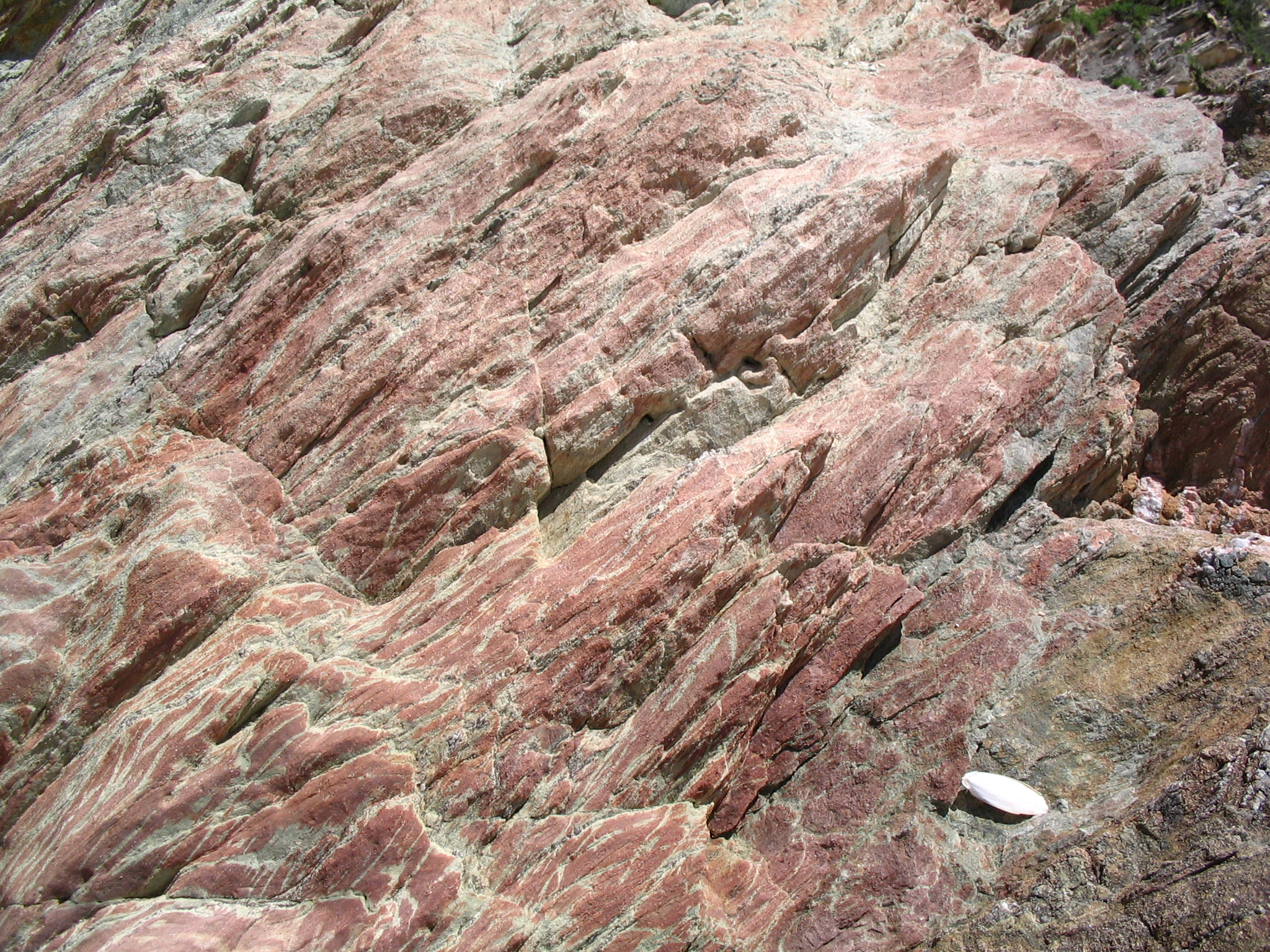
Аркозы

Аркозовый песчаник (аркозы) — обломочная осадочная порода типа песчаника, состоящая из зёрен кварца и ортоклаза. Размер зёрен как у обычного песка.
Образуется при разрушении гранита и гранодиоритов, гнейса и других магматических пород зернистой структуры, подвергшихся выветриванию.
В состав аркозов входят зёрна кварца, полевых шпатов и отчасти слюды, которые сцементированы глинистыми или слюдистыми минералами, кремнезёмом, гидроксидами железа.
Цвет аркозов зависит от составляющих компонентов и производных: основная масса — светло-серые, с большим содержанием калишпатов — красновато-оранжевые, встречаются зеленоватые и темно-серые.
Термин «аркоз» ввел в XIX веке геолог А. Броньяр, как производное от названия провинции во Франции (Арко).